# Bärbel Domhoff
 Bärbel Domhoff (Lebensdaten unbekannt) ist eine ehemalige deutsche Fußballspielerin.

## Karriere
Domhoff gehörte der SSG 09 Bergisch Gladbach an, für die sie als Torhüterin dreimal in Folge im Finale um die Deutsche Meisterschaft spielte und diesen Titel ebenso oft gewann. Kam sie im ersten Finale am 20. Juni 1981 im heimischen Stadion An der Paffrather Straße im mit 4:0 gewonnenen Finale um die Deutsche Meisterschaft gegen Tennis Borussia Berlin noch als Einwechselspielerin für Hannelore Geilen ab der 50. Minute zum Einsatz, so bestritt sie die anderen beiden Finalspiele über jeweils 90 Minuten. Den DFB-Pokal gewann sie mit ihrer Mannschaft am 1. Mai 1982 im Frankfurter Waldstadion, beim 3:0-Sieg über den VfL Wittekind Wildeshausen.

## Erfolge
- Deutscher Meister 1981, 1982, 1983
- DFB-Pokal-Sieger 1982